# Circuito di Lydden Hill
Il circuito di Lydden Hill (precedentemente noto come circuito di Lydden) è un circuito motoristico che si trova a Wootton, a metà strada tra Canterbury e Dover nel Kent, in Inghilterra. È utilizzato principalmente per il rallycross, il drifting, le gare automobilistiche e le corse di moto.
È il circuito stradale più corto del Regno Unito. La pista, in precedenza posseduta dal gruppo McLaren, è stata sottoposta a grandi modifiche per renderla il punto di riferimento del motorsport nel Kent. Lydden Hill è uno dei due circuiti automobilistici della contea, insieme a Brands Hatch.

## Storia
Il circuito di Lydden è stato fondato nel 1955 da Bill Chesson con l'aiuto dell'Astra Motor Club. Dal 1957 vi organizzarono gare di stock car e grass track per motociclette. Nel 1962, Chesson volle fare un passo in avanti e fece costruire una pista asfaltata per promuovere corse su strada per auto e motociclette. Il piano originale era di un circuito lungo un miglio, ma questo progetto venne sospeso quando l'asfalto finì in corrispondenza di quello che è conosciuto come il gomito del diavolo (Devil's Elbow). Il risultato fu il circuito corto, a volte utilizzato da legend car e hot rod.
Nel 1965, il circuito fu asfaltato appositamente per ospitare corse automobilistiche fino alla Formula 3. Lydden diventò estremamente popolare, fino al punto che nel 1967 fu trasmesso in televisione un evento di Formula 3 che comprendeva piloti come Andy Sutcliffe, Roger Williamson e Tom Walkinshaw.

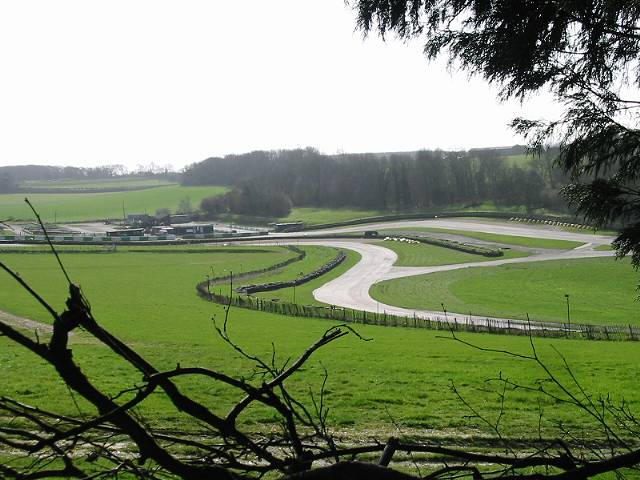
Vista di una parte del circuito

Il 4 febbraio 1967 a Lydden nacque il rallycross, ideato dal produttore televisivo Robert Reed e dall'organizzatore di corse Bud Smith, in collaborazione con Chesson. La gara inaugurale, che combinava tratti asfaltati e sterrati, è stata vinta da Vic Elford con una Porsche 911. Dal 1973 il circuito di Lydden ha ospitato il campionato europeo di rallycross, i primi 23 (fino al 1996) organizzati dal Thames Estuary Automobile Club. Ad oggi, Lydden, è definito "la casa del rallycross" e ospita ancora gare del campionato britannico, particolarmente popolare è l'evento organizzato annualmente nel giorno di Pasquetta.
Il 9 settembre 1968 un pilota inglese sconosciuto registrò la sua prima vittoria in una corsa a bordo di una Russell-Alexis Mk14, monoposto da Formula Ford. Quel pilota era James Hunt. Hunt sarebbe poi tornato il 5 maggio 1969, questa volta alla guida di una Merlyn Mk11A con la quale conquistò la sua seconda vittoria.
Nel 1986, la MSA fece pressioni su Bill Chesson per far erigere barriere di sicurezza, ma lui si rifiutò fermamente di farlo, perché a suo parere sarebbero state pericolose per le corse motociclistiche. A quel punto la MSA minacciò di non concedergli un nuovo permesso per il circuito. Questo fatto e la paura che i suoi due figli, corridori di successo ben noti a Lydden, avrebbero potuto farsi del male portarono Chesson a mettere in vendita il circuito. Tom Bissett si fece avanti con un'offerta vicina al prezzo richiesto di ben oltre un milione di sterline e acquistò il circuito di Lydden, segnando la fine di un'era.
Nel marzo 1991 Bissett fece un accordo con il gruppo McLaren, che successivamente acquisì anche le sue azioni e divenne l'unico proprietario del circuito. La pista fu affittata a partire dal 1993 al British Motorcycle Racing Club, che consentì l'accesso sia alle auto che alle moto. Questo club fece base a Lydden fino alla fine del 2007, ospitando le manifestazioni annuali di "Lord of Lydden" e "Sidecar Burnup", insieme a numerose gare motociclistiche. Un altro pezzo della storia di Lydden si fece nel 2003, quando la McLaren rifiutò di farlo diventare un circuito per test privati.
Dal 2008 il nuovo proprietario del circuito è stato, per cinque anni, il campione britannico (2002, 2005, 2009, 2010) e vicecampione europeo (1992) di rallycross Pat Doran. Doran, un inglese di origini irlandesi nato a Thorverton nel Devon, pianificò una serie di miglioramenti per la pista, ampliò il programma delle corse e nominò la figlia maggiore Amy come direttrice del circuito.
Il 24 e 25 maggio 2014, Lydden Hill ospitò per la prima volta il nuovo campionato del mondo di rallycross FIA. L'evento si svolse seguendo lo stesso regolamento del campionato europeo, ma con la presenza di piloti di rilievo come Petter Solberg e Liam Doran, oltre a Andrew Jordan e Tanner Foust come "Wildcard".

## Campionato europeo rallycross

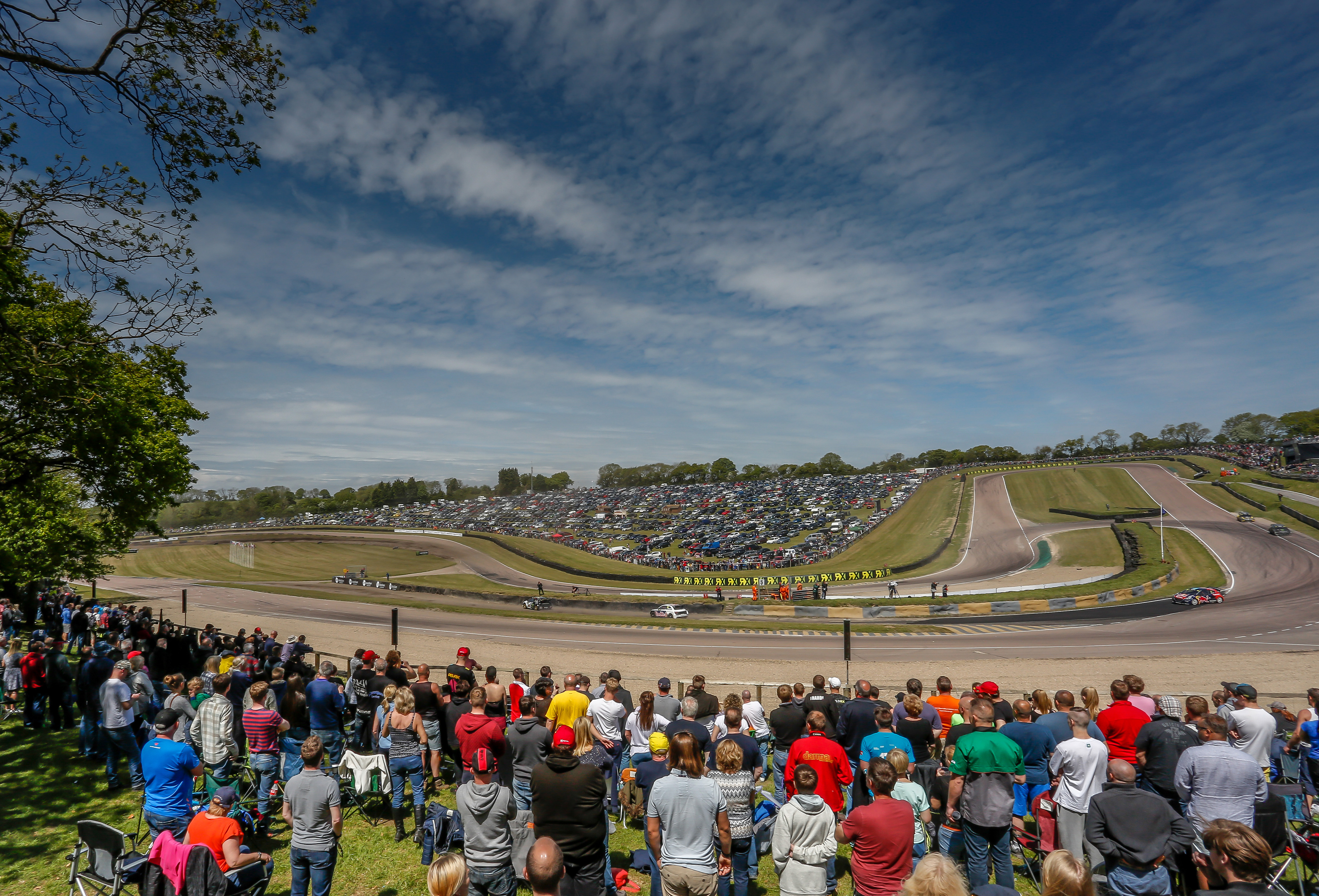
Vista di parte del circuito durante una gara di rallycross

La gara di apertura del campionato europeo di rallycross del 2009 riportò il rallycross internazionale a Lydden Hill. L'ultimo evento europeo era stato ospitato nel 1996. Il pluricampione Kenneth Hansen (Citroën C4), che era stato il vincitore nel 1996, conquistò nuovamente il primo posto nella divisione 1. Quando l'ERC tornò alla fine di maggio 2010, il norvegese Sverre Isachsen (Ford Focus ST) firmò la sua prima vittoria nella divisione 1 del campionato europeo battendo Kenneth Hansen e l'idolo locale Liam Doran (Citroën C4).
Circa 13.500 persone trascorsero la Pasqua 2011 a Wootton, per assistere al primo turno dell'ERC del 2011. Le vittorie di tutte e tre le categorie andarono a piloti norvegesi. Sverre Isachsen (Ford Focus Mk2) salì sul gradino più alto del podio supercar nel pomeriggio di lunedì. Già prima Andreas Bakkerud (Renault Clio Mk2) e Lars Øivind Enerberg (Ford Fiesta ST RWD) avevano fatto lo stesso nelle classi Super 1600 e touring cars.
Il turno di qualifica del giorno 1 dell'evento di apertura dell'ERC 2012 non ebbe luogo, qualche problema con i sistemi per la partenza costrinse i commissari di gara a decidere di rimandare tutto al lunedì. Pertanto, il campionato 2012 iniziò in modo simile a come terminò quello dell'anno precedente, quando a Sosnová in Repubblica Ceca la prima manche dovette essere rinviata. Vista l'assenza del campione in carica Sverre Isachsen, Tanner Foust (Ford Fiesta Mk7) ebbe via libera per iniziare la stagione con una vittoria.
La gara di apertura del Campionato Europeo di Rallycross 2013 fu organizzata a Lydden Hill e vide la seconda vittoria consecutiva dell'americano Tanner Foust con la sua Ford Fiesta, dopo che il campione in carica Timor Timerzyanov fu fermato da una foratura.

## Campionato del mondo rallycross
Il neonato campionato del mondo rallycross FIA arrivò per la prima volta nel Kent nel 2014 per gara due. In quell'occasione il pilota Ford Olsbergs MSE, Andreas Bakkerud, vinse dopo aver disputato una gara quasi perfetta. Robin Larsson terminò secondo con la sua Audi A1 e il britannico Andrew Jordan finì terzo spinto dall'entusiasmo del pubblico di casa.

### Albo d'oro
| Anno | Classe   | Pilota           | Auto                |
| ---- | -------- | ---------------- | ------------------- |
| 2014 | Supercar | Andreas Bakkerud | Ford Fiesta ST      |
| 2015 | Supercar | Petter Solberg   | Citroën DS3         |
| 2016 | Supercar | Mattias Ekström  | Audi S1             |
| 2017 | Supercar | Petter Solberg   | Volkswagen Polo Mk5 |